# Dinko Šakić
Dinko Šakić (Imotski, 8 september 1921 – Zagreb, 20 juli 2008) was een Kroatische oorlogsmisdadiger die tijdens de Tweede Wereldoorlog van 1942 tot 1944 commandant was van het Kroatische concentratiekamp Jasenovac. 
Šakić was lid van de fascistische Ustašabeweging en vluchtte na de oorlog naar Argentinië. Hij werd opgespoord door de Amerikaans-Israëlische historicus en nazi-jager Efraim Zuroff. In april 1998 werd hij door dat land aan Kroatië uitgeleverd. Op 4 oktober 1999 werd hij door de rechtbank van Zagreb vanwege oorlogsmisdrijven en misdrijven tegen de menselijkheid veroordeeld tot twintig jaar gevangenisstraf.
Dinko Šakić is de zwager van Vjekoslav Luburić (1914-1969). Deze was ook kampcommandant van Jasenovac en was bovendien hoofdcommandant van alle Kroatische concentratiekampen.